# Gabriel Araújo
Gabriel Geraldo dos Santos Araújo é um nadador paraolímpico brasileiro, nascido em Santa Luzia, município em Minas Gerais. Cresceu em Corinto e se inseriu no mundo dos esportes pelos Jogos Escolares de Minas Gerais (JEMG).

## Biografia
Nascido no dia 16 de março de 2002 (23 anos), Gabriel nasceu com a condição chamada de focomelia, a qual compromete o desenvolvimento natural de braços e pernas, partes corporais essenciais para movimentos da natação. Apesar da condição existente, ingressou na natação na escola por iniciativa de um professor de educação física, Aguilar Freitas, sem o consentimento dos pais. Nos resultados da competição, recebeu três medalhas de ouro e nada por iniciativa do profissional até os dias de hoje. Recebeu, ao total, 7 medalhas em jogos oficiais até o momento.

## Carreira na natação
Nadador incentivado, Gabriel, após a competição escolar, seguiu carreira de nadador na classe S2, a qual é destinada a atletas com limitações físicas, principalmente com braços, pernas e/ou troncos com movimentos restritos. 

### Jogos Pan-Americanos de Lima (2019)
Iniciou a carreira com destaque internacional em 2019, competindo nos Jogos Pan-Americanos de Lima, onde recebeu duas medalhas de ouro; uma de prata e duas de bronze, totalizando 5 premiações durante a competição. No torneio, nadou nos 50 e 100 metros livres e 50 metros costas e 50 metros borboleta. Além do mais, recebeu honraria e o reconhecimento da Assembleia Legislativa do Estado de Minas Gerais por sua proficiência nos jogos de 2019. 

### Jogos Olímpicos de Verão de 2020 (2021)
Durante os Jogos Paraolímpicos de Verão de Tóquio, recebeu destaque na primeira prova paraolímpica de natação, almejando uma marca de 2min02s47, ficando na segunda posição da primeira parte do torneio. Conquistou três medalhas ao total, sendo duas de ouro e uma de prata. 

### Campeonato Mundial de Natação Paraolímpica em Madeira (2022)
Na competição na Ilha da Madeira, em Portugal, Gabriel ficou em 1° lugar em 4 das 5 partidas de natação da liga.

## Futuro na natação
Gabriel é um dos maiores prodígios no esporte paraolímpico de natação do Brasil. Em 2024, os Jogos Olímpicos de Verão em Paris será atração mundial e o atleta provavelmente participará dos jogos, assim como em 2028.